# Zmeï

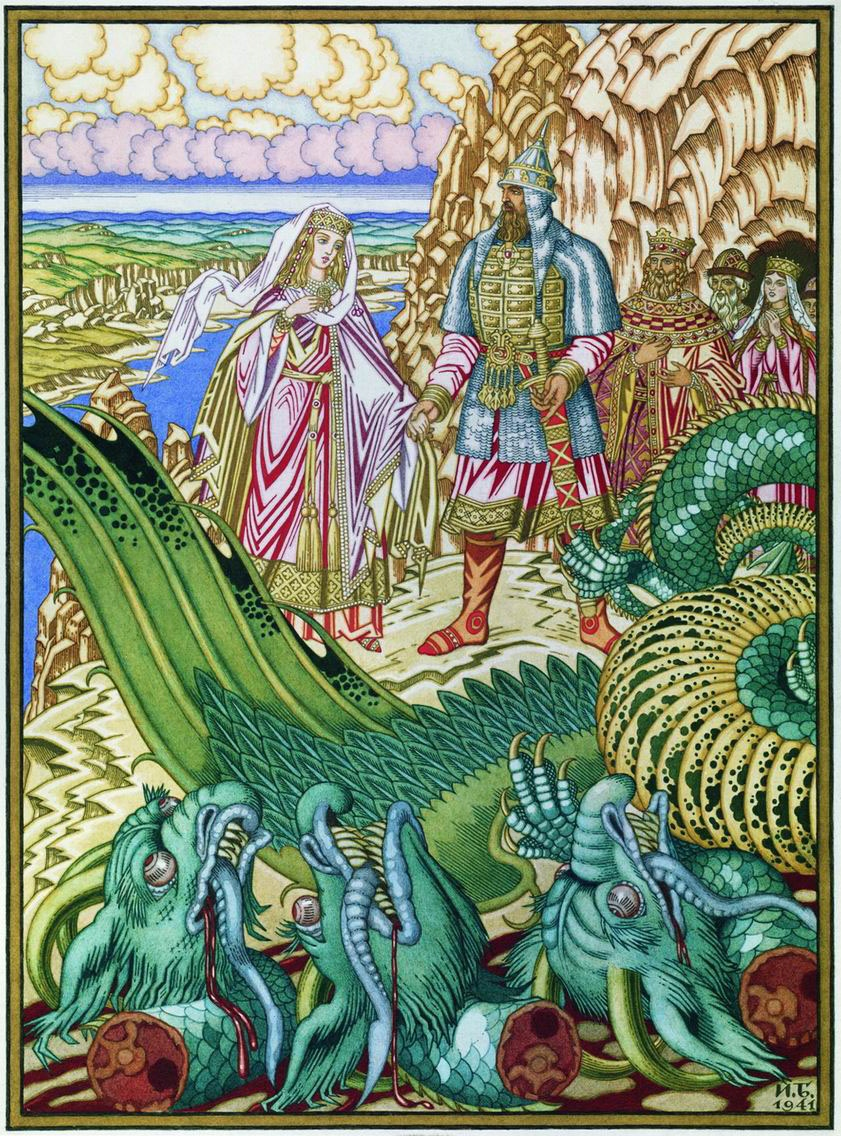
Dobrynia Nikititch sauve la Princesse Zabava Poutiatitchna de Zmeï Gorynytch, par Ivan Bilibine.

Les Zmeï (Żmij, Zmey, Zmej) sont des créatures légendaires, dragons de la mythologie slave, éternels ennemis des dieux célestes ; parmi eux, les Zmeï Gorynytch (en russe : Змей Горыныч) sont littéralement « les dragons de la montagne ». Dans le langage courant slave, zmeï est le nom commun d'un serpent.

## Thématique russe
Zmeï est représenté comme un serpent géant ou un dragon cracheur de feu, le plus souvent polycéphale (à trois, six, neuf ou douze selon différentes versions). Zmeï peut tuer sans raison et il est alors un symbole du chaos et de la destruction. Il remplit une fonction importante dans la cosmogonie slave. Selon la mythologie slave, il fut défait par le dieu solaire Svarog pendant la création du monde, et ses écailles furent utilisées comme araires pour tracer les limites entre les trois mondes Jav, Prav et Nav. Zmeï aurait ensuite été relégué à Nav, le royaume des morts et de l'invisible. Zmeï est aussi un protecteur des semences, de la fertilité des sols et de la pureté des eaux.

## Thématiques slaves

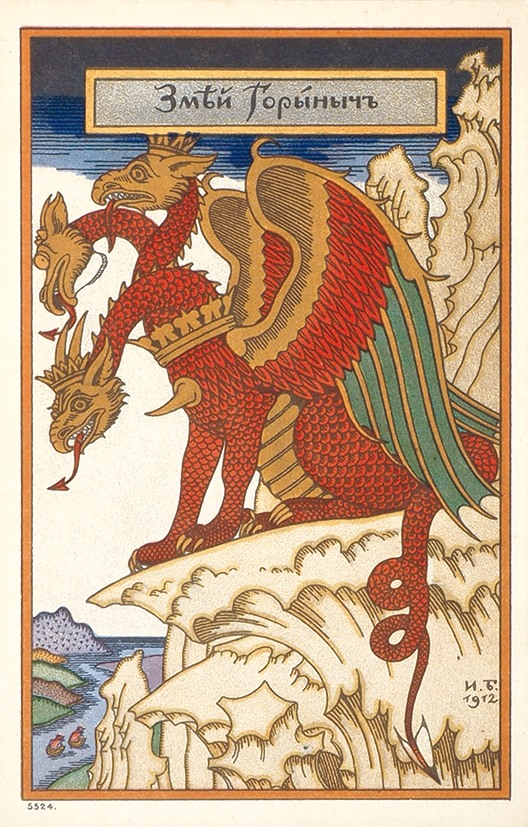
Serpent Gorynych. 1912. Bestiaire de Bilibin, Cartes postales d'Ivan Bilibin, Calligraphie russe, Zmey Gorynych

En Serbie, Bosnie, Croatie, Slovénie et au Monténégro, il est connu sous le nom de Zmaj (dragon), en Bulgarie Zmej (cyrillique: Змей) et en Pologne le nom de ce dieu est Żmij (signifiant aussi « vipère »). En Roumanie et Moldavie qui ne sont pas des pays slaves, mais voisins des Slaves, le Zmeu est un dragon volant (à la différence du Balaur qui est un dragon terrestre), mais aussi un homme très en colère.

## Mythologie comparée
- Zmeï a été rapproché de l'hydre de Lerne de la mythologie grecque.
- Le combat entre Zmeï et Svarog peut être comparé au combat entre Tiamat et Marduk dans la mythologie babylonienne.

## Note
1. ↑  (ro) Tudor Pamfile, (ro) Mitologie românească pag. 292-294,  (ISBN 973-571-219-9)